# Issa ibne Idris
Issa ibne Idris (Isa ibn Idris) foi um nobre idríssida do século IX, filho e irmão dos califas Idris II (r. 808–828) e Maomé I (r. 828–836).

## Vida
Issa era um dos filhos mais velhos de Idris II (r. 808–838) e irmão de 11 homens. Com a morte de Idris e a ascensão de Maomé I em 828, por sugestão de sua avó Canza, Maomé cedeu a seus irmãos partes do Califado Idríssida como seus apanágios; a Issa, cedeu Uazecur e o norte de Tamesma, com Salé. A divisão, porém, logo trouxe rivalidades, e Issa declarou revolta contra Maomé, que enviou primeiro seu irmão Alcácime e então Omar contra ele. Omar atacou Uazecur, obrigando Issa a fugir para Salé, e seus domínios foram dados pelo califa a Omar.